# Tichon (Hollósy)
Tichon, imię świeckie Tibor Hollósy; w szyku oryginalnym Hollósy Tibor (ur. 9 stycznia 1948 w Bocsárlapujtő, zm. 3 lipca 2017 w Heraklionie) – biskup Kościoła Prawosławnego Czech i Słowacji, Węgier z pochodzenia.

## Życiorys
Wychował się w Budapeszcie w nieprawosławnej rodzinie. W dzieciństwie miał kontakt z przedstawicielami różnych narodowości: Serbami, Niemcami, Słowakami, sam ukończył gimnazjum słowackie. Następnie ukończył studia ekonomiczne (ze specjalizacją transport) na Uniwersytecie Ekonomicznym w Budapeszcie. Pracował w zawodzie w państwowym węgierskim przedsiębiorstwie kolejowym począwszy od 1971.
Jako dorosły człowiek, po 1985 przyjął prawosławie, z którym pierwszy raz zetknął się jeszcze we wczesnej młodości. Wobec faktu, iż na Węgrzech nie działał żaden klasztor tego wyznania, wyjechał do monasteru św. Nektariusza w Collalto we Włoszech i przebywał tam od 1990 do 1993. Następnie żył jako posłusznik w monasterze Trójcy Świętej w Buchhagen w Niemczech i w monasterze św. Onufrego w Jabłecznej w Polsce. Tam też 3 kwietnia 1993 złożył wieczyste śluby mnisze, 4 kwietnia tego samego roku został wyświęcony na hierodiakona, zaś 7 sierpnia – na hieromnicha. Był już wtedy studentem teologii prawosławnej na uniwersytecie w Preszowie, które to studia ukończył w 1998.
Po przyjęciu święceń kapłańskich wrócił na stałe na Słowację i służył w prawosławnej parafii w Bratysławie – zarówno w głównej cerkwi św. Mikołaja, jak i w cerkwiach filialnych. Od 1999 kierował parafiami w Trnawie i Komárnie, będąc równocześnie przełożonym nowo utworzonego monasteru Złożenia Szat w tym samym mieście, z godnością igumena.
W 2006 został wyświęcony na biskupa komarneńskiego, wikariusza eparchii preszowskiej. Jego chirotonia odbyła się 8 kwietnia 2006.
W 2012 był jednym z kandydatów do objęcia katedry preszowskiej, przegrał jednak w głosowaniu duchownych i świeckich delegatów na zjazd eparchialny z hieromnichem Rościsławem (Gontem). W tym samym roku został przeniesiony w stan spoczynku. Zamieszkał w monasterze w Heraklionie na Krecie.
Zmarł 3 lipca 2017 r..